# Долговая яма (фильм)
«Долговая яма» (англ. The Money Pit, также известен под названием «Прорва») — это американский комедийный фильм 1986 года режиссера Ричарда Бенджамина, в котором Том Хэнкс и Шелли Лонг в главных ролях играют пару, которая пытается отремонтировать недавно купленный дом. Он был снят в Нью-Йорке и Латтингтауне, штат Нью-Йорк. Соисполнительным продюсером был Стивен Спилберг. Премьера фильма состоялась 26 марта 1986 года. Фильм имеет сходства с кинолентами 1948 и 2007 годов соответственно Мистер Блэндингз строит дом своей мечты и Ну что, приехали: Ремонт.

## Сюжет
Адвокат Уолтер Филдинг и его подруга-музыкант Анна Кроули узнают о свадьбе Уолтера-старшего с женщиной по имени Флоринда вскоре после бегства из страны за хищение миллионов долларов у своих клиентов-музыкантов. На следующее утро им говорят, что им нужно освободить квартиру, которую они сдают в субаренду у бывшего мужа Анны, Макса Бейсарта, эгоцентричного дирижера, рано вернувшегося из Европы.
От недобросовестного друга-риелтора Уолтер узнает о том, что особняк на миллион долларов выставлен на продажу всего за 200 000 долларов. Он и Анна встречают хозяйку Эстель, которая утверждает, что должна продать его как можно быстрее, потому что ее муж Карлос арестован. Ее слезливая история и настойчивое стремление держать это место при свечах, чтобы сэкономить деньги «для проклятых кровососущих адвокатов», отвлекает Уолтера и очаровывает Анну, которая находит это романтичным. Они решают купить его.
С того момента, как Уолтер и Анна завладевают домом, он быстро начинает разваливаться. Среди прочих проблем, весь косяк входной двери вырывается из стены, главная лестница рушится, сантехника полна грязи, электрическая система загорается, ванна проваливается сквозь пол, разрушается дымоход, а в кухонном лифте живёт енот. 
Подрядчики Арт и Брэд Ширк без промедления разносят дом на куски, используя первоначальный взнос Уолтера в размере 5000 долларов, оставляя его и Анну втянутыми в бюрократию, чтобы получить необходимые разрешения на строительство для завершения работы. Его продолжающееся разочарование в связи с растущими затратами на восстановление дома заставляет его называть его «денежной ямой», в то время как Ширки продолжают уверять его, что их работа займет «две недели».
Ремонтные работы продолжаются в течение изнурительных четырех месяцев, и Уолтер и Анна понимают, что им нужно больше денег, чтобы закончить ремонт. Она пытается получить дополнительные средства от Макса, продав ему некоторые произведения искусства, которые она получила при их разводе. Хотя ему это безразлично, он соглашается на его покупку. Он угощает её обедом и подпаивает, а на следующее утро, когда она просыпается в его постели, он позволяет ей поверить, что она изменила Уолтеру; на самом деле Макс спал на диване. Позже Уолтер прямо спрашивает ее, спала ли она с Максом, но она поспешно отрицает это. Его подозрения заставляют ее признать, что она это сделала, но ущерб нанесен.
Из-за упрямства Уолтера и Анны их отношения становятся все более и более враждебными, и в редкий момент соглашения они клянутся продать дом, как только он будет восстановлен, и разделить выручку. Это почти происходит, но он скучает по ней и говорит, что любит ее, даже если она спала с Максом. Она с радостью говорит ему, что это не так, и они примиряются. В конце концов, они женятся перед только что отремонтированным домом.
В конце фильма, Эстель и ее муж/соучастник в преступлении Карлос снова появляются в Бразилии, где они пытаются убедить отца Уолтера и его новую невесту купить старый дом, в котором, по их утверждениям, они жили несколько лет, подразумевая, что порочный круг замыкается.

## В ролях
- Том Хэнкс — Уолтер Филдинг-младший
- Шелли Лонг — Анна Кроули

### Второстепенные
- Александр Годунов — Макс Бейссарт
- Морин Стэплтон — Эстель
- Джо Мантенья — Арт
- Филип Боско — Керли
- Джош Мостел — Джек
- Яков Смирнофф — Шатов
- Кармине Кариди — Брэд
- Брайан Бэкер — Этан
- Миа Диллон — Марика
- Джон Ван Дрилен — Карлос
- Дуглас Уотсон — Уолтер Филдинг-старший
- Течи Агбаяни — Флоринда Филдинг
- Мэттью Коулз — Марти
- Майкл Джетер — Эрни

## Производство
По сценарию действия происходят в Нью-Йорке и Латтингтауне (Lattingtown) на Лонг-Айленде, где и был снят фильм. Вилла Вискайя (Villa Vizcaya) в Майами использовалась для сцены в конце фильма для показа Рио-де-Жанейро. 
На съёмках использовался относительно ветхий дом в Латтингтауне, Лонг-Айленд, построенный в 1898 году в колониальном стиле. После фильма он был куплен за 2,1 миллиона долларов в 2002 году. В ноябре 2019 года The Seattle Times сообщила, что дом на Лонг-Айленде был продан примерно за 3,5 миллиона долларов со значительными потерями по сравнению с затратами на ремонт.

## Критика
Фильм получил положительные и смешанные отзывы от критиков и зрителей. На Rotten Tomatoes фильм имеет рейтинг одобрения 50% на основе 22 обзоров со средней оценкой 4,9/10. На Metacritic он имеет оценку 49% на основе отзывов 14 критиков, что указывает на «смешанные или средние отзывы». Зрители, опрошенные CinemaScore, поставили фильму оценку «C+» по шкале от A до F. Роджер Эберт дал «Долговой яме» только одну звезду из четырех, назвав фильм «одной монотонной шуткой за другой». Фильм был очень успешен в кассовых сборах, собрав $54 999 651.

## Домашние медиа
Фильм был выпущен на DVD компанией Universal Pictures Home Entertainment как часть набора из трех фильмов «Избранное комедийного сборника Тома Хэнкса» вместе с фильмами "Сети зла" и "Предместье". 
Фильм был выпущен на Blu-ray 16 августа 2016 года.

## Будущее
В 2013 году NBC объявила, что разрабатывает сериал на основе фильма, но позже проект был приостановлен.